# NGC 3377
NGC 3377 est une galaxie elliptique relativement rapprochée et située dans la constellation du Lion. NGC 3377 a été découverte par l'astronome germano-britannique William Herschel en 1784.

## Caractéristiques

### Distance
Sa vitesse par rapport au fond diffus cosmologique est de 1 008 ± 24 km/s, ce qui correspond à une distance de Hubble de 14,87 ± 1,10 Mpc (∼48,5 millions d'al).
À ce jour, 39 mesures non basées sur le décalage vers le rouge (redshift) donnent une distance de 11,111 ± 1,846 Mpc (∼36,2 millions d'al), ce qui est tout juste à l'extérieur des valeurs de la distance de Hubble. Puisque cette galaxie est relativement rapprochée du Groupe local, il est probable que cette valeur soit plus près de la distance réelle de NGC 3377. Notons que c'est avec la valeur moyenne des mesures indépendantes, lorsqu'elles existent, que la base de données NASA/IPAC calcule le diamètre d'une galaxie.

### Morphologie

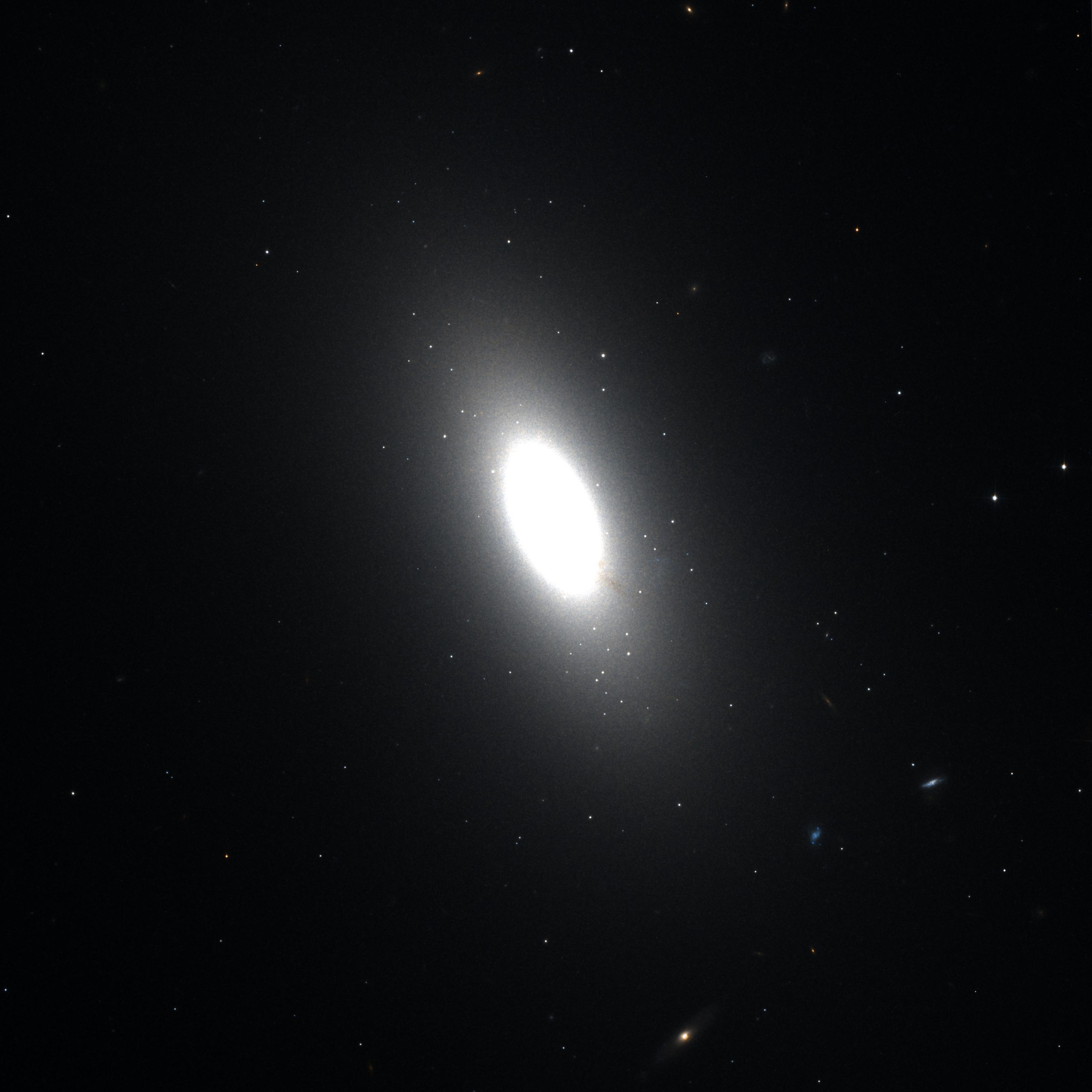
NGC 3377 par le télescope spatial Hubble.

NGC 3377 a été utilisée par Gérard de Vaucouleurs comme une galaxie de type morphologique E5-6 dans son atlas des galaxies,.

## Trou noir supermassif
Le centre de NGC 3377 abrite un trou noir supermassif dont la masse est de 8,0+0,5
 −0,6 × 107 {\displaystyle M_{\odot }}.

## Matière noire
La vitesse des amas globulaires dans le halo de NGC 3377 indique une fraction de son contenu en matière noire de 58+8
 −8 % de sa masse à l'intérieur de cinq rayons effectifs.

## Groupe de M96
La galaxie NGC 3377 fait partie du groupe de M96 (NGC 3368). Ce groupe de galaxies, aussi appelé par certains groupe du Lion I, contient au moins 12 galaxies dont NGC 3299, M95 (NGC 3351), M96 (NGC 3368), M105 (NGC 3379), NGC 3384, NGC 3412 et NGC 3489. Le groupe de M96 est en réalité l'un des deux sous-groupes du groupe du Lion I. L'autre sous-groupe est le triplet du Lion constitué des galaxies M65 (NGC 3623), M66 (NGC 3627) et NGC 3628. Le groupe du Lion I est l'un des nombreux groupes du superamas de la Vierge.

## Galaxie compagne
NGC 3377 a une galaxie compagne très pâle NGC 3377A au nord-ouest. Sa magnitude apparente est de 13,7 et ses coordonnées sont 10h 47m 22,2s et 14° 04′ 12″, une distance angulaire d'un peu plus de 7 secondes d'arc.